# François Fargère
François Fargère (* 1. September 1985 in Saint-Rémy, Département Saône-et-Loire) ist ein französischer Schachgroßmeister.

## Leben
Das Schachspielen erlernte François Fargère von seinem Vater im Alter von fünf Jahren und als Achtjähriger nahm er zum ersten Mal an Turnieren teil. Sein Jugendverein war La Dame Blanche Auxerre, trainiert wurde er dort von Anatoli Waisser. Seit 2009 wird er von Josif Dorfman trainiert. In der höchsten Spielklasse der französischen Mannschaftsmeisterschaft spielte Fargère in der Saison 2008/09 bei Mulhouse Philidor, in der Saison 2011/12 für Grasse Echecs und seit der Saison 2013/14 für Évry Grand Roque. In der Schweiz spielte er von 2009 bis 2011 für den Club d’Echecs de Genève in der Nationalliga A. Er arbeitet für Google France.

## Erfolge
1995 gewann er die französische Einzelmeisterschaft in der Kategorie U10, 1999 in der Kategorie U14. Beim Mitropa-Cup 2010 in Chur spielte er am ersten Brett der französischen Nationalmannschaft. Im Juli 2010 gewann er das 42. Dutch Open in Dieren mit einem Punkt Vorsprung vor Sipke Ernst.
Im März 2009 wurde ihm der Titel Internationaler Meister verliehen. Die Normen hierfür erzielte er beim Open in Val Thorens im Juli 2005, bei dem er unter anderem Fabien Libiszewski besiegen konnte, beim Festival Jeane-Claude Loubatier in Montpellier im Juli 2008, wo er die notwendige Norm um 1,5 Punkte übererfüllte mit Siegen gegen unter anderem Éric Prié und Hicham Hamdouchi sowie Remispartien gegen unter anderem Anthony Kosten (gleichzeitig eine Norm zum Erhalt des Großmeister-Titels). Die dritte Norm erzielte er beim 29. Open in Béthune im Dezember 2008. Nur wenig mehr als sieben Monate später wurde er Schachgroßmeister. Hierfür wurden ihm die Norm in Montpellier angerechnet sowie seine zweite Norm aus der französischen Mannschaftsmeisterschaft 2008/09 und seine dritte Norm vom 11. Obert Internacional de Sants in Barcelona im August 2009, bei dem er ungeschlagen 7 Punkte aus 9 Partien holte.